# Ceresium flavisticticum
Ceresium flavisticticum là một loài bọ cánh cứng trong họ Cerambycidae.